# Otto Polak
Otto Polak (10. března 1839 Praha – 21. října 1916 Baden) byl rakouský a český politik německé národnosti, v 2. polovině 19. století poslanec Říšské rady.

## Biografie
Pocházel z početné rodiny (měl 10 sourozenců) JUDr. Prokopa Wolfganga Polaka (1803–1858), pražského advokáta a ředitele statku císaře Ferdinanda a jeho manželky Luisy, rozené Hirschové (1807–1846) a druhé manželky Hedviky, rozené Ferdinandiové (1827–1883). Vystudoval na Karlo-Ferdinandově univerzitě v Praze, kde 13. května 1863 získal titul doktora práv. Už jako student se zapojil do veřejného dění. V roce 1859 byl zástupcem německého studentstva na Schillerových oslavách v Praze. V roce 1863 se stal statkářem, když získal do nájmu statek Kamýk u Litoměřic, na kterém pak po 21 let hospodařil. V roce 1874 založil litoměřický zemědělský spolek a po sedm let zastával funkci jeho předsedy. Podílel se na organizování sudetoněmeckého rolnického stavu. Působil jako advokát ve Vídni.
Angažoval se i ve vysoké politice. Působil jako poslanec Říšské rady (celostátního parlamentu Předlitavska), kam usedl ve volbách roku 1879 za kurii městskou v Čechách, obvod Falknov, Loket atd. Mandát zde obhájil ve volbách do Říšské rady roku 1885 a volbách do Říšské rady roku 1891. Ve volebním období 1879–1885 se uvádí jako Dr. Otto Polak, soukromník, bytem Praha.
Patřil mezi německé liberály (tzv. Ústavní strana). Po volbách roku 1885 se uvádí jako člen klubu Sjednocené levice, do kterého se spojilo několik ústavověrných (liberálně a centralisticky orientovaných) politických proudů. Po rozpadu Sjednocené levice přešel do frakce Německý klub. V roce 1890 se uvádí jako poslanec obnoveného klubu německých liberálů, nyní oficiálně nazývaného Sjednocená německá levice. I ve volbách roku 1891 byl na Říšskou radu zvolen za klub Sjednocené německé levice.
Po odchodu z parlamentu se stáhl z veřejného a politického života. Zemřel v říjnu 1916.
Jeho švagrem byl politik Alexander Richter.